# Riu Barbaña
El Barbaña és un petit riu de la província d'Ourense, a Galícia, afluent del Miño pel marge esquerre.
Neix al mont Cobreiro, a Figueiroá, al municipi de Paderne de Allariz i té una longitud de 22,5 km. El riu es desplaça en direcció est-oest i passa pels municipis de Taboadela i San Cibrao das Viñas, abans d'entrar a Ourense, on desemboca al riu Miño a prop de l'ermita d'Os Remedios i el Pont del Mil·lenni.
Diversos vessaments tòxics els darrers anys han provocat importants afectacions a la flora i la fauna del riu.
Els seus afluents són els rierols Zain i Fozado pel marge dret, i el riu d'os Muíños, el rierol de San Benito, el riu de Taboadela, el rierol de Pazos i el riu Cerdeiriño pel marge esquerre.